# UFC on ESPN: Overeem vs. Harris
UFC on ESPN: Overeem vs. Harris (conosciuto anche come UFC on ESPN 8) è stato un evento di arti marziali miste tenuto dalla Ultimate Fighting Championship il 16 maggio 2020 alla VyStar Veterans Memorial Arena di Jacksonville negli Stati Uniti.

## Risultati
|                  | Divisione             |                             |                 |                     | Metodo                                      | Round           | Tempo           | Premio          |
| Card Principale  | Card Principale       | Card Principale             | Card Principale | Card Principale     | Card Principale                             | Card Principale | Card Principale | Card Principale |
| ---------------- | --------------------- | --------------------------- | --------------- | ------------------- | ------------------------------------------- | --------------- | --------------- | --------------- |
|                  | Pesi massimi          | Alistair Overeem            | batte           | Walt Harris         | KO tecnico (pugni)                          | 2               | 3:00            |                 |
|                  | Pesi paglia femminili | Cláudia Gadelha             | batte           | Angela Hill         | Decisione non unanime (28-29, 29-28, 29-28) | 3               | 5:00            |                 |
|                  | Pesi piuma            | Dan Ige                     | batte           | Edson Barboza       | Decisione non unanime (28-29, 29-28, 29-28) | 3               | 5:00            |                 |
|                  | Pesi medi             | Krzysztof Jotko             | batte           | Eryk Anders         | Decisione unanime (30-27, 29-28, 29-28)     | 3               | 5:00            |                 |
|                  | Pesi piuma            | Song Yadong                 | batte           | Marlon Vera         | Decisione unanime (29-28, 29-28, 29-28)     | 3               | 5:00            | FOTN            |
| Card Preliminare |                       |                             |                 |                     |                                             |                 |                 |                 |
|                  | Pesi welter           | Miguel Baeza                | batte           | Matt Brown          | KO tecnico (pugni)                          | 2               | 0:18            | POTN            |
|                  | Pesi medi             | Kevin Holland               | batte           | Anthony Hernandez   | KO tecnico (ginocchiate e pugni)            | 1               | 0:39            |                 |
|                  | Pesi piuma            | Giga Chikadze               | batte           | Irwin Rivera        | Decisione unanime (30-26, 30-27, 30-27)     | 3               | 5:00            |                 |
|                  | Pesi piuma            | Nate Landwehr               | batte           | Darren Elkins       | Decisione unanime (29-28, 30-27, 30-27)     | 3               | 5:00            |                 |
|                  | Pesi mosca femminili  | Cortney Casey               | batte           | Mara Romero Borella | Sottomissione (armbar)                      | 1               | 3:36            | POTN            |
|                  | Pesi massimi          | Rodrigo Nascimento Ferreira | batte           | Don'Tale Mayes      | Sottomissione (rear-naked choke)            | 2               | 2:05            |                 |

## Premi
I lottatori premiati ricevettero un bonus di 50.000 dollari.
Legenda:
- FOTN: Fight of the Night (vengono premiati entrambi gli atleti per il miglior incontro dell'evento)
- POTN: Performance of the Night (viene premiato il vincitore per la migliore performance dell'evento)